# 漁貓
漁貓（学名：Prionailurus viverrinus），亦名釣魚貓，是一种中等体型的猫科动物，主要分布於中南半岛、印度、巴基斯坦、斯里兰卡、蘇門答臘和爪哇岛，一般生活于林区的灌丛地带、沿河的芦苇丛以及热带海岸的常绿林。该物种的模式产地在印度。
漁貓学名的种加词“viverrinus”意为“灵猫”，这源於其外表与灵猫有些许相似。

## 分类
- Prionailurus viverrinus viverrinus：指名亚种，分布在蘇門答臘、东南亚及印度。
- Prionailurus viverrinus risophores：分布在爪哇岛和巴厘岛。

## 特征
漁貓全身棕灰或橄榄灰色，躯体分布有稀疏的棕黑色斑纹，头顶至颈後排列有平行的棕黑色带纹，脸部最明显的特征是其扁平的鼻子。尾短粗，长度一般为躯体的一半至1/3，躯体强壮，下颚和脖子粗壮，齿较小，腿短，小耳白色，耳边缘有黑色环。爪有力，趾间具半蹼，向前伸直，且不能完全缩回，这是由於其爪鞘较短。其爪是区别於其他猫科动物的显著特征之一。
渔猫体长65－85 cm，体重6－14 kg。其体型在不同地区的大小均有差异：印度渔猫体长80 cm，尾长30 cm；而印尼渔猫体长仅有65 cm，尾长25 cm。印度渔猫个体重量可达到11.7 kg，而印尼渔猫的一般重量为6 kg。雌性渔猫体型明显小於雄性渔猫。

## 生态习性

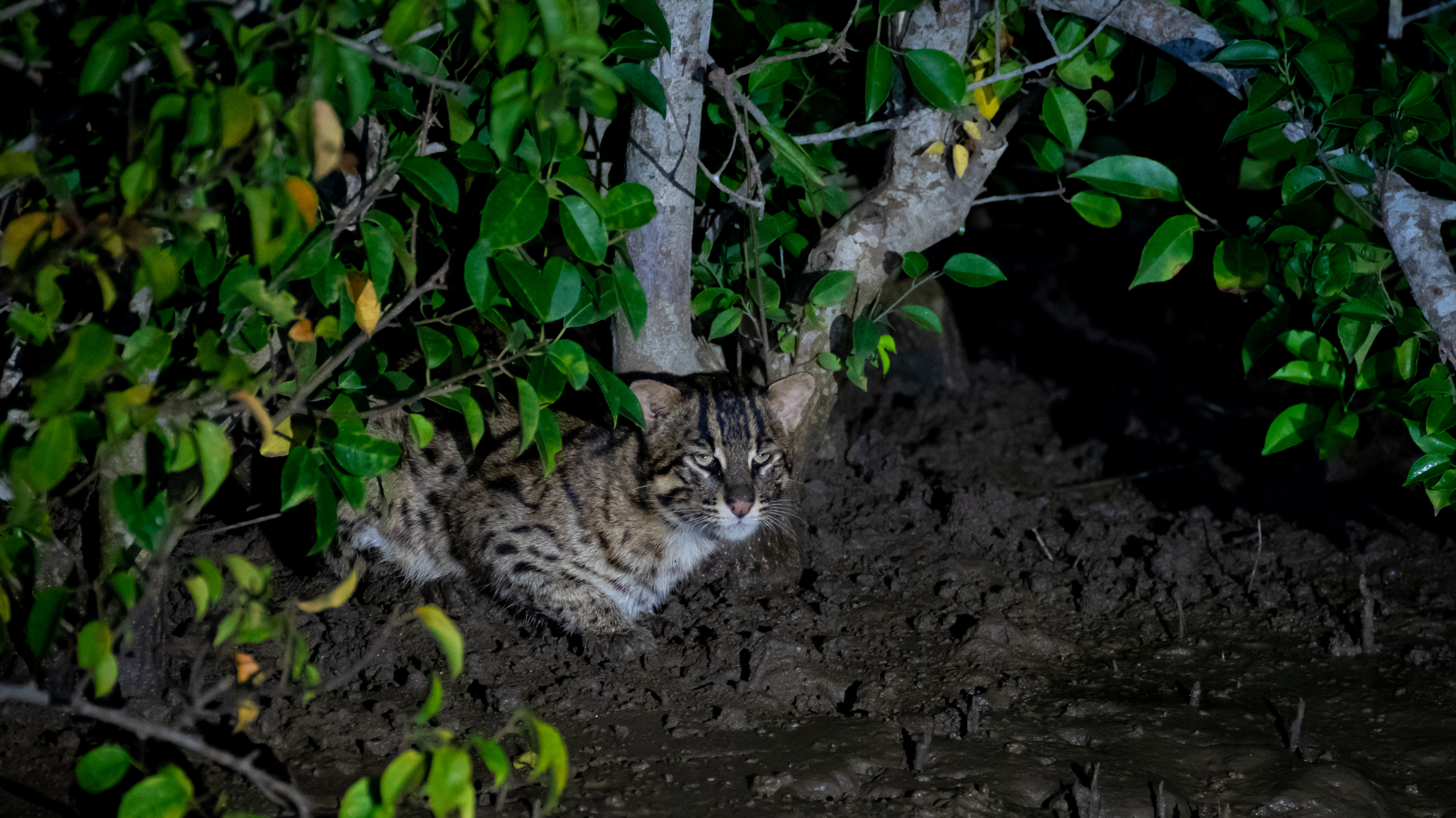
在哥達瓦里河紅樹林覓食的漁貓

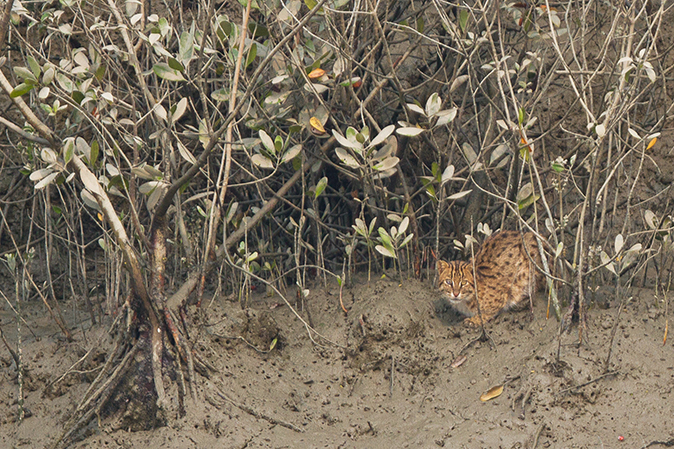
印度西孟加拉邦蘇達班出沒的漁貓

### 栖息地
如其近亲豹猫一样，渔猫居住於海拔1500米以下的河流、溪流、芦苇湿地及红树林湿地等淡水资源丰富区域。渔猫对其栖息地具有良好的适应性，极擅长游泳和潜水。

### 食性
渔猫一名反映了其主要猎物之一是鱼类，包括大概10种，不过其近亲扁头猫（Prionailurus planiceps）对鱼类的需求比其更甚；同时它也会捕食其他水生生物，包括蛙类、淡水龙虾、螃蟹、甲壳类和软体动物等，以及陆地生物，包括啮齿类、鸟类、小牛、山羊、狗以及大型动物的尸体等。其趾间半蹼有助於渔猫在半水生环境，如沼泽与水流中产生更大的附着摩擦力，使其行动更自如。

### 行为
与大部分猫科动物一样，渔猫喜夜行。其生性凶猛，敢於攻击体型比自己大的动物，不易人工驯养，野性难以磨灭；而要是驯养则需精心呵护。其捕鱼时动作迅速，在猎物靠近时可即刻将猎物从水中抛出至岸上。

### 繁育

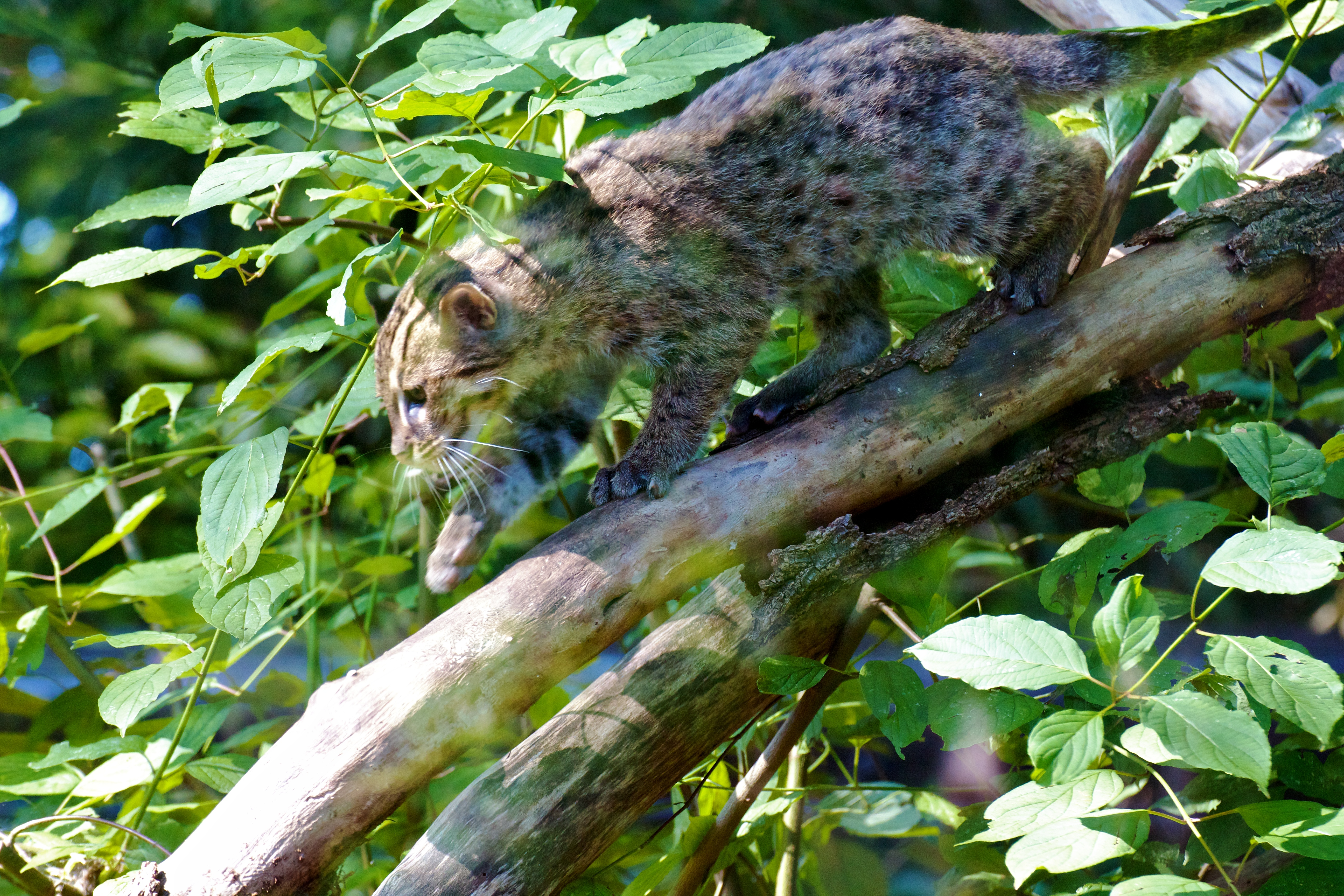
一隻小漁貓

渔猫一年四季都能繁殖，不过在印度东北部，繁殖期是3－6月的春夏之际，而高峰期是3月和5月。渔猫会将巢穴建在芦苇丛中。春季发情交配，妊娠期63－70日，一次产1－4崽。幼崽出生时双眼紧闭，约16日後睁开眼睛，一个多月大时可以离巢，53日後能够吃固体食物，如肉类，但直到4－6个月大时才会断奶。其生长迅速，小渔猫8－9个月时即达到成年体型，9－10个月後就能独立生活。渔猫是独居动物，但在人工饲养条件下得知雄性渔猫会帮助小渔猫捕食。
渔猫的平均寿命为10－12年，但是人工饲养条件下的渔猫最长曾活到15年。

## 保护现状
渔猫现在已被IUCN评定为濒危状态，主要的生存威胁来自其极为依赖的湿地和森林被大量破坏而成为农业用地，以及渔业资源的过度开发。目前在渔猫在阿富汗已经确定灭绝，在马来西亚和中国也已极为罕见，而在其现有的分布区数量大幅减少。其他的生存威胁包括水资源和化学污染、为获取其美丽毛皮或作野味食用而进行的捕杀等。其被CITES列入附录Ⅱ中。
北美洲有22个动物协会拥有笼养渔猫，截止至2005年12月，所有动物协会拥有的渔猫数量是72只。
在中国，渔猫已被确定为国家二级保护动物。除不丹、马来西亚和越南外，渔猫分布区的其他国家和地区都对其采取了保护措施。